# جبت
الجبت مصطلح إسلامي ذكر في الكتاب والسنة، وبحسب الإسلام فهو كل اسم علم على كل من كان غاية في الشر والفساد، ولذلك تعددت الأقوال التي تندرج تحت معاني الجبت، من صنم، وسحر، وساحر، وكاهن، وشيطان، وغير ذلك؛ فناسب بسط القول في ذكر هذه المعاني بأدلتها؛ لتجنبها والحذر من الوقوع فيها.

## مفهوم الجبت
شرعا: تعددت وتنوعت أقوال علماء المسلمين في مفهوم الجبت، فقد نقل ابن الجوزي في زاد المسير أن في معاني الجبت سبعة أقوال: «أحدها: أنه السّحر، قاله عمر بن الخطاب، ومجاهد، والشعبي. والثاني: الأصنام، رواه عطية، عن ابن عباس، وقال عكرمة: الجبت: صنم. والثالث: حيي بن أخطب، رواه ابن أبي طلحة، عن ابن عباس، وبه قال الضحاك، والفراء. والرابع: كعب بن الأشرف، رواه الضحاك، عن ابن عباس، وليث عن مجاهد. والخامس: الكاهن، روي عن ابن عباس، وبه قال ابن سيرين، ومكحول. والسادس: الشيطان، قاله سعيد بن جبير في رواية، وقتادة، والسدي، والسابع: الساحر، قاله أبو العالية، وابن زيد. وروى أبو بشر، عن سعيد بن جبير، قال: الجبت: الساحرُ بلسان الحبشة».
وقد ذكر هذه الأقوال كذلك ابن جرير الطبري في جامع البيان وساقها بأسانيدها، وبين أن هذه الأقوال كلها صحيحة وتطلق على الجبت، وأن الجبت اسم عام يطلق على معظَّم بعبادةٍ من دون الله. فقال: «والصواب من القول في تأويل:» يؤمنون بالجبت والطاغوت «، أن يقال: يصدِّقون بمعبودَين من دون الله، يعبدونهما من دون الله، ويتخذونهما إلهين، وذلك أن» الجبت«و» الطاغوت«: اسمان لكل معظَّم بعبادةٍ من دون الله، أو طاعة، أو خضوع له، كائنًا ما كان ذلك المعظَّم، من حجر أو إنسان أو شيطان. وإذ كان ذلك كذلك، وكانت الأصنام التي كانت الجاهلية تعبدها، كانت معظمة بالعبادة من دون الله فقد كانت جُبوتًا وطواغيت، وكذلك الشياطين التي كانت الكفار تطيعها في معصية الله، وكذلك الساحر والكاهن اللذان كان مقبولا منهما ما قالا في أهل الشرك بالله. وكذلك حيي بن أخطب وكعب بن الأشرف، لأنهما كانا مطاعين في أهل ملّتهما من اليهود في معصية الله والكفر به وبرسوله، فكانا جبتين وطاغوتين».
قال الرازي في تفسيره بعد أن بين تعدد الأقوال في معاني الجبت والطاغوت: «وبالجملة فالأقاويل كثيرة، وهما كلمتان وضعتا علمين على من كان غاية في الشر والفساد».
فالظاهر أن هذه الأقوال كلها تعم معنى الجبت، فيكون تفسير السلف لمعاني الجبت من تفسير بالمثال أو تفسير اللفظ العام ببعض أفراده.

## الجبت في القرآن
جاء لفظ الجبت في موضع واحد من القرآن في قوله تعالى: ﴿أَلَمْ تَرَ إِلَى الَّذِينَ أُوتُوا نَصِيبًا مِنَ الْكِتَابِ يُؤْمِنُونَ بِالْجِبْتِ وَالطَّاغُوتِ وَيَقُولُونَ لِلَّذِينَ كَفَرُوا هَؤُلَاءِ أَهْدَى مِنَ الَّذِينَ آمَنُوا سَبِيلًا ۝٥١﴾ [ النساء:51]. قال الشافعي: بعثه -أي بعث الله نبيه والناس صنفان: أحدهما: أهل كتاب، بدَّلوا من أحكامه، وكفروا بالله، فافتعلوا كذباً صاغوه بألسنتهم، فخلطوه بحق الله الذي أنزل إليهم، فذكر تبارك وتعالى لنبيه من كفرهم نماذج منها هذه الآية".
وبين المفسرون سبب نزول الآية كما ذكر ذلك ابن أبي حاتم في تفسيره، والبغوي في كتابه معالم التنزيل في تفسير القرآن، والقرطبي في كتابه الجامع لأحكام القرآن. أن حيي بن أخطب وكعب بن الأشرف جاءا إلى أهل مكة، فقالوا لهم: أنتم أهل الكتاب وأهل العلم، فأخبرونا عنا وعن محمد، فقالوا: ما أنتم وما محمد؟ فقالوا: نحن نصل الأرحام وننحر الكوماء (هي الناقة عظيمة السنام). ونسقي الماء على اللبن، ونفك العناة، ونسقي الحجيج، ومحمد صنبور، قطع أرحامنا واتبعه سراق الحجيج بنوا غفار، فنحن خير أم هو؟ قالوا: أنتم خير وأهدى سبيلا، فأنزل الله عز وجل: ﴿أَلَمْ تَرَ إِلَى الَّذِينَ أُوتُوا نَصِيبًا مِنَ الْكِتَابِ يُؤْمِنُونَ بِالْجِبْتِ وَالطَّاغُوتِ وَيَقُولُونَ لِلَّذِينَ كَفَرُوا هَؤُلَاءِ أَهْدَى مِنَ الَّذِينَ آمَنُوا سَبِيلًا ۝٥١﴾ [ النساء:51].

## الجبت في السنة
دلت السنة النبوية أن للجبت أنواع، 
روي عن قطن بن قبيصة عن أبيه أن رسول اللّه ﷺ قال: 
| جبت | إن العيافة والطَّرْق والطيرة من الجبت | جبت |

.
ومعنى العيافة: قال عوف كما في سنن أبي داوود وهو من رواة الحديث: "العيافة زجر الطير،
وأنوائها، فتسعد أو تتشاءم".
ومعنى «الطرق» الوارد في الحديث: قال عوف أحد رواة الحديث: «الطرق الخط يُخط في الأرض»، وقال ابن الأثير: «الطرق الضرب بالحصا، وقيل: هو الخط في الرمل»، قال الشيخ حامد الفقي عن معنى الطرق: «وهو ما يسمونه خط الرمل وعلمه، وهو ذائع بين أهل العصر، ولبعضهم فيه تأليف، وقد يتعيش به كثير من المتكهنين يغرون به البله والجهلة; زاعمين أنهم يطلعون على المغيبات وهم كاذبون; فإن هذا العلم - بل الجهل- لا يقصد به إلا خداع الناس، وأكل أموالهم بالباطل، وقد بحثت في قواعده فوجدته -كما ذكرت لك- رجما بالغيب، وهو من الجبت كما في الحديث. فيجب على المؤمنين بالله الكفر به. ومثله ما يسمونه علم قراءة الكف، وقراءة الفنجان، ومناجاة حب البن ونحوه. كل ذلك دجل وسحر واستمتاع كل من شياطين الجن والإنس ببعضهم».
ومعنى «الطيرة» الواردة في الحديث: قال ابن حجر في فتح الباري: «أصل التطير أنهم كانوا في الجاهلية يعتمدون على الطير؛ فإذا خرج أحدهم لأمر؛ فإن رأى الطير طار يمنة؛ تيمن به واستمر، وإن رآه طار يسرة؛ تشاءم به ورجع، وربما كان أحدهم يهيج الطير ليطير فيعتمدها».
قال ابن عثيمين في كتابه القول المفيد شرح كتاب التوحيد: «وأصل التطير: التشاؤم، لكن أضيفت إلى الطير; لأن غالب التشاؤم عند العرب بالطير، فعلقت به، وإلا; فإن تعريفها العام: التشاؤم بمرئي أو مسموع أو معلوم».
والفرق بين العيافة والطيرة: أن الطيرة أعم من العيافة؛ لأن العيافة زجر الطير، فهي متعلقة بالطير من حيث إنه يحرك الطير ويزجره حتى ينظر أين يتحرك، وأما الطيرة فهي أن يتشاءم أو يتفاءل ويمضي أو يرجع بحركة تحصل أمامه ولو لم يزجر أو يفعل، أو بشيء يحصل أمامه، إما من الطير أو غيره.
ومعنى «من الجبت» الوارد في الحديث: أي من أعمال السحر، ووجه كون هذه الأمور الثلاثة من السحر لما فيها من الاعتماد على أمر خفي لاحقيقة له، والتعويل على شعوذة ودجل، بل ربما صارت سحراً لما فيها من دعوى علم الغيب، ومنازعة الله في ربوبيته، فإن علم الغيب قد استأثر الله تعالى دون ماسواه، إضافة إلى أن بعضهم قد يعتقد في هذه الثلاثة أنها تضر أو تنفع بغير بإذن الله.

## مواضيع متعلقة
سحر (إسلام)
كهانة (إسلام)

## روابط خارجية
- معنى كلمة الجبت في معجم المعاني.
- معنى الجبت الوارد في القرآن الكريم ملتقى أهل التفسير.
- تفسير الجبت والطاغوت إسلام ويب مركز الفتوى.